# San Martino d'Agri
Pour les articles homonymes, voir San Martino.
San Martino d'Agri est une commune de 742 habitants située dans la province de Potenza, dans la région Basilicate, en Italie méridionale.

## Étymologie
Le nom de San Martino -Saint Martin- fait sans doute référence à Saint Martin de Tours. On ajouta « d'Agri », en 1863 pour le différencier des autres villages portant ce nom. En effet, le village surplombe la vallée de l'Agri.

## Blason
Blason : sur fond d'azur, un cavalier sur un cheval blanc donne son manteau à un homme nu. En bas, une boucle qui lie une branche de chêne rouvre et un rameau d'olivier.

## Géographie
Le village de San Martino d'Agri s'èleve à près de 666 m d'altitude, le long du versant nord-est du Monte Raparello. Il est entouré d'une forêt où se mêlent les chênes rouvres et les châtaigniers.

## Administration
- La commune fait partie de la  Comunità Montana Alto Agri c'est-à-dire la communauté montagnarde de la haute vallée de l'Agri.

| Période                                  | Période  | Identité                  | Étiquette                            | Qualité |
| ---------------------------------------- | -------- | ------------------------- | ------------------------------------ | ------- |
| ?/?/2021                                 | En cours | Mario Antonio Imperatrice | Liste civique Liberamente Robortella |         |
| Les données manquantes sont à compléter. |          |                           |                                      |         |

### Hameaux
San Pietro, à l’est du village.

### Communes limitrophes
Armento, Gallicchio, Montemurro, San Chirico Raparo, Spinoso.